# Гертруда Бабенберзька (1120—1150)
Гертруда Бабенберзька (чеськ. Gertruda Babenberská; 1120 — 4 серпня 1150, Прага) — княгиня Чехії. Перша дружина Владислава II, князя Чехії з 1140 року, короля Богемії (1158—1173).

## Біографія

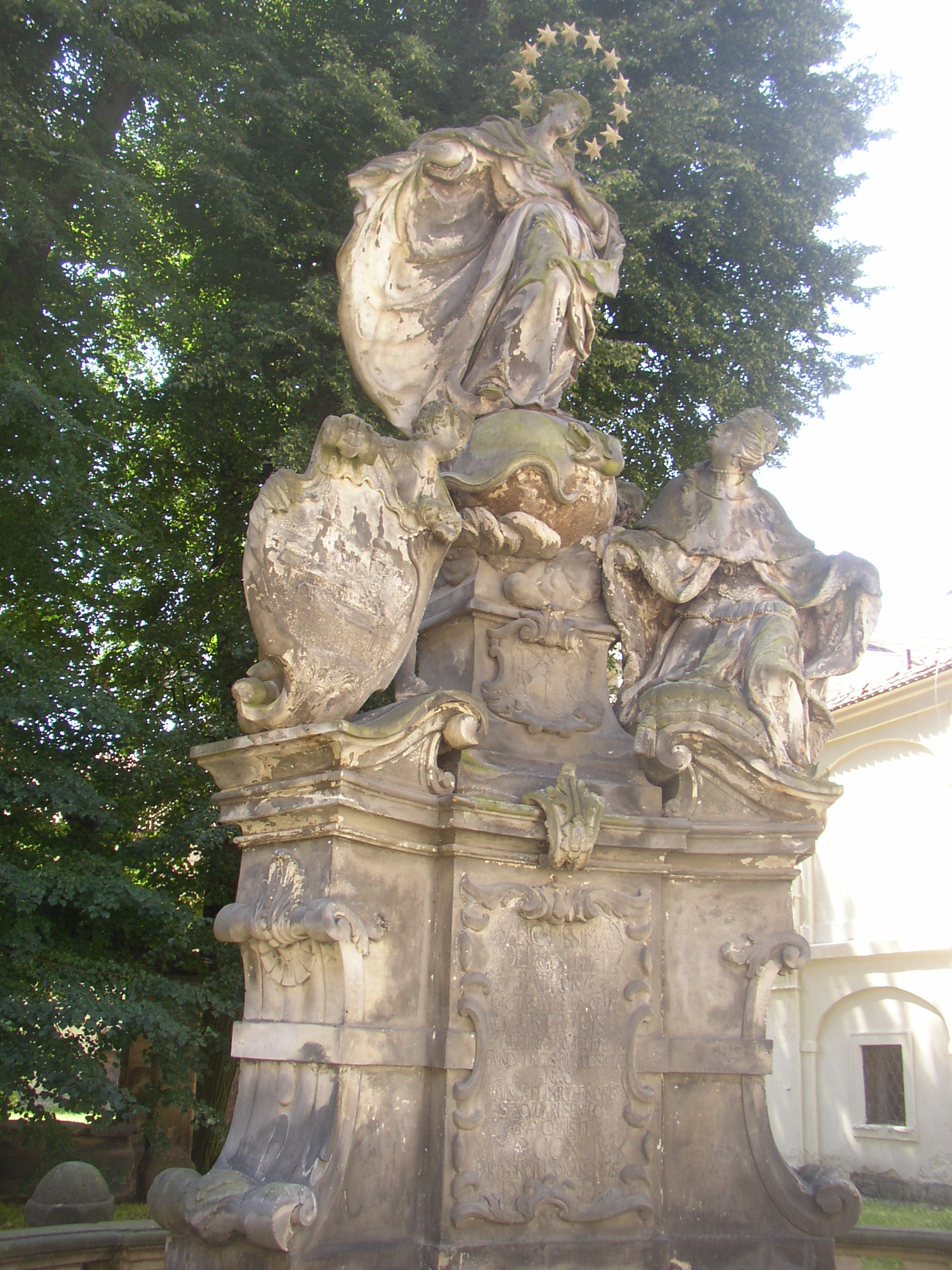
Статуя Діви Марії та княгині Гертруди у Доксанському монастирі премонстрантів. Скульптура була зроблена у 1744 році на честь 600-річчя з дня заснування монастиря князем Владиславом II і його дружиною Гертрудою фон Бабенберг

Гертруда народилася в сім'ї маркграфа Австрії Леопольда III та Агнеси фон Вайблінген, дочки Генріха IV, імператора Священної Римської імперії.
Племінниця імператора Священної Римської імперії Генріха V. Її сестра Агнеса Бабенберзька була дружиною князя-принцепса Польщі Владислава II Вигнанця.
Вийшла заміж за Владислава II у 1140 році. Через два роки Гертруда спільно з молодшим братом Владислава Депольтом успішно боронила замок на Празькому Граді від повсталих моравських князів Конрада II Зноемского, Вратіслава II Брненського і Оттона III Детлеба, які взяли його у облогу. В цей час Владислав був відсутній в замку, оскільки вирушив до Німеччини за підтримкою до Конрада III, який допоміг своєму швагрові повернути князівство і утриматися на престолі.
За ініціативою Гертруди фон Бабенберг були запрошені в країну служителі нових католицьких чернечих орденів — премонстранти та цистерціанці, а потім госпітальєри. Для них, за її участю, були засновані Плаский, Доксанський та Страговський монастирі у Чехії.
Померла після десяти років шлюбу, на 30-му році життя. Спершу була похована в Страговському монастирі, а потім її рештки перенесли до Доксан.

## Родина
Чоловік  — Владислав II
Діти:
- Фрідріх (Бедржих) (помер 25 березня 1189), князь Чехії 1172—1173, 1178—1189, князь Оломоуцький1169-1172
- Агнеса (Анежка) Богемська (померла 7 червня 1228), абатиса монастиря Святого Георга у Празі в 1224
- Святополк (помер після 15 жовтня 1169)
- Войтех (Адальберт) (помер квітень 1203), архиєпископ Зальцбурга 1168—1174, 1183—1203
- дочка; чоловік: Ярослав Ізяславич (бл. 1132—1180), князь туровський 1146, новгородський 1148—1154, луцький 1157—1178, великий князь київський 1174—1175